# 10 nowych izraelskich szekli wzór 1995
10 nowych izraelskich szekli wzór 1995 – moneta o nominale dziesięciu nowych szekli wprowadzona do obiegu 7 lutego 1995 roku, będąca monetą obiegową Państwa Izrael.

## Awers
Awers przedstawia palmę daktylową z siedmioma liśćmi, a po obu stronach palmy kosze z daktylami, po lewej, na obręczy, herb Izraela, po prawej napis „ku odkupieniu Syjonu” w starożytnym i współczesnym hebrajskim. Prawa strona rdzenia otoczona sznurem pereł, lewa strona pierścienia i część rdzenia z pionowymi liniami.

## Rewers
Rewers zawiera nominał monety, napis „nowe szekle” po hebrajsku, arabsku i angielsku, rok zapisany wg kalendarza żydowskiego i nazwę państwa po hebrajsku, arabsku i angielsku, pionowe linie jak na awersie oraz daktyle. Motyw monety odwołuje się do tej, którą wybijano w 69 roku p.n.e. z okresu wojny żydowskiej, przed zniszczeniem Świątyni Jerozolimskiej.

## Nakład
Moneta wybijana była w mennicach w Utrechcie, Kongsbergu i Vantai. W przypadku emisji od 2013 roku nie ma danych dotyczących liczby wybitych monet i mennic. Monety są bimetalowe, pierścień wykonany jest ze stali niklowanej, a rdzeń z brązu. Moneta ma średnicę 23 mm i masę 7 g.
Mennice: Mennica Norweska – Kongsberg; Królewska Mennica Holenderska – Utrecht; Mennica Fińska – Vantaa..
| Rok emisji | Rok emisji     | Stop                                  | Średnica (mm) | Masa (g) | Stempel | Mennica                       | Nakład     | Nr Krause |
| ---------- | -------------- | ------------------------------------- | ------------- | -------- | ------- | ----------------------------- | ---------- | --------- |
| 1995       | 5755 - התשנ''ה | pierścień: stal niklowana rdzeń: brąz | 23            | 7        | zwykły  | Królewska Mennica Holenderska | 28 224 000 | KM# 270   |
| 2002       | 5762 - התשס''ב | pierścień: stal niklowana rdzeń: brąz | 23            | 7        | zwykły  | Mennica Norweska              | 4 749 000  | KM# 270   |
| 2005       | 5765 - התשס''ה | pierścień: stal niklowana rdzeń: brąz | 23            | 7        | zwykły  | Królewska Mennica Holenderska | 4 427 000  | KM# 270   |
| 2006       | 5766 - התשס''ו | pierścień: stal niklowana rdzeń: brąz | 23            | 7        | zwykły  | Królewska Mennica Holenderska | 7 800 000  | KM# 270   |
| 2009       | 5769 - תשס״ט   | pierścień: stal niklowana rdzeń: brąz | 23            | 7        | zwykły  | Królewska Mennica Holenderska | 3 400 000  | KM# 270   |
| 2010       | 5770 - התש''ע  | pierścień: stal niklowana rdzeń: brąz | 23            | 7        | zwykły  | Królewska Mennica Holenderska | 3 800 000  | KM# 270   |
| 2011       | 5771 - תשע״א   | pierścień: stal niklowana rdzeń: brąz | 23            | 7        | zwykły  | Mennica Norweska              | 4 200 000  | KM# 270   |
| 2012       | 5772 - תשע״ב   | pierścień: stal niklowana rdzeń: brąz | 23            | 7        | zwykły  | Mennica Fińska                | 3 800 000  | KM# 270   |
| 2013       | 5773 - תשע״ג   | pierścień: stal niklowana rdzeń: brąz | 23            | 7        | zwykły  | Królewska Mennica Holenderska | b.d.       | KM# 270   |
| 2014       | 5774 - תשע״ד   | pierścień: stal niklowana rdzeń: brąz | 23            | 7        | zwykły  | b.d.                          | b.d.       | KM# 270   |
| 2015       | 5775 - תשע״ה   | pierścień: stal niklowana rdzeń: brąz | 23            | 7        | zwykły  | b.d.                          | b.d.       | KM# 270   |
| 2016       | 5776 - תשע״ו   | pierścień: stal niklowana rdzeń: brąz | 23            | 7        | zwykły  | b.d.                          | b.d.       | KM# 270   |
| 2017       | 5777 - תשע״ז   | pierścień: stal niklowana rdzeń: brąz | 23            | 7        | zwykły  | b.d.                          | b.d.       | KM# 270   |

## Emisje okolicznościowe

### Rocznice niepodległości (piedforty)
Monety okolicznościowe z serii rocznic niepodległościowych wybijane były stemplem lustrzanym jako piedforty (monety wybite na grubym krążku). Moneta była emitowana w latach 1995–2000. Wszystkie miały znak mennicy na awersie. Prócz innej grubości monety te nie różniły się niczym od monet obiegowych tego okresu.
Mennica: Królewska Mennica Holenderska – Utrecht.
| Nominał   | Rok emisji | Stop                                  | Średnica (mm) | Masa (g) | Grubość (mm) | Znak mennicy | Stempel   | Mennica                       | Nr Krause | Wizerunek   |
| --------- | ---------- | ------------------------------------- | ------------- | -------- | ------------ | ------------ | --------- | ----------------------------- | --------- | ----------- |
| 10 szekli | 1995–2000  | pierścień: stal niklowana rdzeń: brąz | 23            | 11       | 3,5          | ✡            | lustrzany | Królewska Mennica Holenderska | KM# P88   | AwersRewers |

### Chanuka
Monety z serii chanukowej były wybijane stemplem zwykłym. Moneta dziesięcioszeklowa ma znak mennicy – gwiazdę Dawida. Awersy nie różnią się wyglądem od awersów monet obiegowych tego okresu. Na legendzie rewersu, pod nominałem i nazwą waluty znalazła się mała chanukija, po jej lewej stronie napis w języku angielskim „HANUKKA”, a po prawej nazwa święta po hebrajsku „חנוכה”. W przypadku monety dziesięcioszeklowej świecznik i napisy znajdują się pod nominałem.
Mennica: Królewska Mennica Holenderska – Utrecht.
| Nominał | Rok emisji | Stop                                  | Średnica (mm) | Masa (g) | Stempel | Znak mennicy | Mennica                       | Nr Krause | Wizerunek   |
| ------- | ---------- | ------------------------------------- | ------------- | -------- | ------- | ------------ | ----------------------------- | --------- | ----------- |
| 10 ILS  | 1995–2010  | pierścień: stal niklowana rdzeń: brąz | 23            | 7        | zwykły  | ✡            | Królewska Mennica Holenderska | KM# 315   | AwersRewers |

### Osobistości
Na awersie monety z 1995 roku poza herbem pionowe linie tworzą kontury twarzy Goldy Meir, na prawo od twarzy, na otoku znajduje się jej imię i nazwisko zapisane po hebrajsku. Wygląd rewersu monety odpowiada rewersom zwykłych monet obiegowych tego samego nominału.
Mennica: Królewska Mennica Holenderska – Utrecht.
| Nominał | Postać     | Rok emisji | Stop                                  | Średnica (mm) | Masa (g) | Stempel | Mennica                       | Nakład    | Nr Krause | Wizerunek |
| ------- | ---------- | ---------- | ------------------------------------- | ------------- | -------- | ------- | ----------------------------- | --------- | --------- | --------- |
| 10 ILS  | Golda Meir | 1995       | pierścień: stal niklowana rdzeń: brąz | 23            | 7        | zwykły  | Królewska Mennica Holenderska | 1 500 000 | KM# 273   |           |